# 商船隊
商船隊（しょうせんたい）または輸送船団（ゆそうせんだん）は、船舶登録された商船の部隊である。

## 概要
主に戦争時に徴発されて編成され、軍隊に対する補給任務に使用される。商船隊を軍艦が護衛する場合は、護送船団となる。商船隊の船員は、船員の訓練及び資格証明並びに当直の基準に関する国際条約に基づき、船員証明を所持することが義務付けられている。

## 各国の商船隊
- アメリカ合衆国 - 国防予備船隊